# خليل إلياس
خليل إلياس (بالإسبانية: Jalil Elías) هو لاعب كرة قدم سوري أرجنتيني في مركز الوسط، ولد في 25 أبريل 1996 في روساريو في الأرجنتين. يلعب مع نادي سان لورينزو.

## حياته الخاصة
خليل مسيحي الديانة، ونشر على حسابه الرسمي في إنستغرام، صور له في الكنيسة وصورة لأوشامه التي تتضمن رموز مسيحية.

## وصلات خارجية
- جليل ألياس على موقع قاعدة بيانات كرة القدم.إي يو (الإنجليزية)
- جليل ألياس على موقع ناشيونال فوتبول تيمز (الإنجليزية)
- جليل ألياس على موقع Soccerway.com (الإنجليزية)